# Осиноворіченське сільське поселення
Оси́новорі́ченське сільське поселення (рос. Осиновореченское сельское поселение) — сільське поселення у складі Хабаровського району Хабаровського краю Росії.
Адміністративний центр — село Осинова Річка.

## Населення
Населення сільського поселення становить 2356 осіб (2019; 1979 у 2010, 2056 у 2002).

## Склад
До складу сільського поселення входять:
| Населений пункт     | Населення, осіб (2002) | Населення, осіб (2010) |
| ------------------- | ---------------------- | ---------------------- |
| Восход, село        | 219                    | 228                    |
| Осинова Річка, село | 1837                   | 1751                   |